# Бахамска хутија
Бахамска хутија (Geocapromys ingrahami) је врста глодара из породице хутија (Capromyidae). 

## Распрострањење
Ареал врсте је ограничен на једну државу. Бахамска острва су једино познато природно станиште врсте.

## Угроженост
Ова врста се сматра рањивом у погледу угрожености врсте од изумирања.